# Tomaspis kuhlgatzi
Tomaspis kuhlgatzi är en insektsart som beskrevs av Jacobi 1908. Tomaspis kuhlgatzi ingår i släktet Tomaspis och familjen spottstritar. Inga underarter finns listade i Catalogue of Life.